# Welsh International 1980
Die Welsh International 1980 fanden in Cardiff statt. Es war die 30. Auflage dieser internationalen Meisterschaften von Wales im Badminton.

## Finalresultate
| Disziplin    | Sieger                         | Finalist                      | Ergebnis            |
| ------------ | ------------------------------ | ----------------------------- | ------------------- |
| Herreneinzel | Ray Stevens                    | Nick Yates                    | 12-15, 15-12, 17-14 |
| Dameneinzel  | Gillian Gilks                  | Sally Leadbeater              | 11-3, 11-2          |
| Herrendoppel | Ray Stevens Mike Tredgett      | Billy Gilliland Dan Travers   | 7-15, 15-11, 15-6   |
| Damendoppel  | Gillian Gilks Paula Kilvington | Jane Webster Nora Perry       | 14-17, 15-9, 15-11  |
| Mixed        | Mike Tredgett Nora Perry       | Billy Gilliland Karen Chapman | 10-15, 15-11, 15-10 |